# Rotasweiher-Degermoos
Das Gebiet Rotasweiher-Degermoos ist ein mit Verordnung vom 23. April 1993 des Regierungspräsidiums Tübingen ausgewiesenes Naturschutzgebiet (NSG-Nummer 4.222) im Gebiet der Stadt Wangen im Allgäu im Landkreis Ravensburg, Baden-Württemberg in Deutschland.

## Lage
Das 53 Hektar (ha) große Naturschutzgebiet Rotasweiher-Degermoos gehört naturräumlich zum Westallgäuer Hügelland. Es liegt etwa 6,5 Kilometer südwestlich der Innenstadt Wangens auf der Gemarkung Neuravensburg, zwischen den Weilern Untermoorweiler und Engetsweiler, auf einer Höhe von 540 bis 550 m ü. NN.

## Schutzzweck
Wesentlicher Schutzzweck ist die Erhaltung, Pflege und teilweise Wiederherstellung eines überaus reich strukturierten Moorkomplexes mit eingestreuten mineralischen Magerrasen als
- Lebensraum und Rückzugsgebiet für eine artenreiche und teilweise hochgradig gefährdete Tier- und Pflanzenwelt,
- wichtiger Bestandteil des Gesamtmoorkomplexes Degermoos, der sich mit seinem Hochmoorkern in benachbartes bayerisches Gebiet weitererstreckt (zusätzlich ca. 70,5 ha),
- wichtiger Bestandteil in dem Lebensraumverbund von Feuchtgebieten des württembergischen Allgäus und
- Zeugnis einer seit vielen Jahrhunderten gewachsenen und extensiv genutzten Kulturlandschaft.[1]

## Flora und Fauna

### Flora
Aus der schützenswerten Flora – von den bisher kartierten ca. 250 höheren Pflanzenarten im Schutzgebiet gelten allein 14 als stark gefährdet und 41 als gefährdet – sind unter anderem folgende Arten zu nennen:
- Knabenkräuter, aus der Familie der Orchideen:
  - Fleischfarbenes Knabenkraut (Dactylorhiza incarnata)
  - Breitblättriges Knabenkraut (Dactylorhiza majalis), auch Breitblättrige Fingerwurz genannt
- Lungen-Enzian (Gentiana pneumonanthe), ein Vertreter aus der Familie der Enziangewächse
- Mehlprimel (Primula farinosa), eine Art aus der Familie der Primelgewächse
- Rostrotes Kopfried (Schoenus ferrugineus)
- Schwalbenwurz-Enzian (Gentiana asclepiadea), auch aus der Familie der Enziangewächse
- Sumpf-Haarstrang oder Ölsenich (Peucedanum palustre), ein Vertreter der Doldenblütler-Familie
- Trollblume (Trollius europaeus), aus der Familie der Hahnenfußgewächse
- Weißer Germer (Veratrum album), eine Pflanzenart aus der Familie der Germergewächse

### Fauna
Der strukturelle floristische Reichtum in dem Nebeneinander verschiedener Nutzungsformen und Verbrachungsstadien sowie die Großflächigkeit des Schutzgebietes bilden die Grundlage für eine außerordentlich hohe Vielfalt in der Tierwelt; das gilt insbesondere für Spinnentiere, Insekten und Vögel wie Bekassine, Neuntöter und Teichrohrsänger.